# ペルジネ・ヴァルダルノ
ペルジネ・ヴァルダルノ（伊: Pergine Valdarno）は、イタリア共和国トスカーナ州アレッツォ県ラテリーナ・ペルジネ・ヴァルダルノに属する分離集落（フラツィオーネ）。
かつては独立したコムーネであったが、2018年1月1日にラテリーナと合併して新自治体の一部となった。

## 地理

### 位置・広がり

#### 隣接コムーネ
コムーネとしてのペルジネ・ヴァルダルノは、以下のコムーネと隣接していた。
- ブーチネ
- チヴィテッラ・イン・ヴァル・ディ・キアーナ
- ラテリーナ
- モンテヴァルキ
- テッラヌオーヴァ・ブラッチョリーニ